# Voer
|  | Aquest article tracta sobre l'afluent del Mosa. Vegeu-ne altres significats a «Voer (Dijle)». |

El Voer és un rierol que neix a Sint-Pieters-Voeren, un nucli del municipi Voeren de la província de Limburg a Bèlgica i que desemboca al Mosa a Eijsden als Països Baixos. Els seus afluents principals són el Veurs, el Noorbeek i el Beek.
Als marges del riu es van construir molts molins per al treball del coure i del llautó, ara en desús.

## Afluent
- Veurs

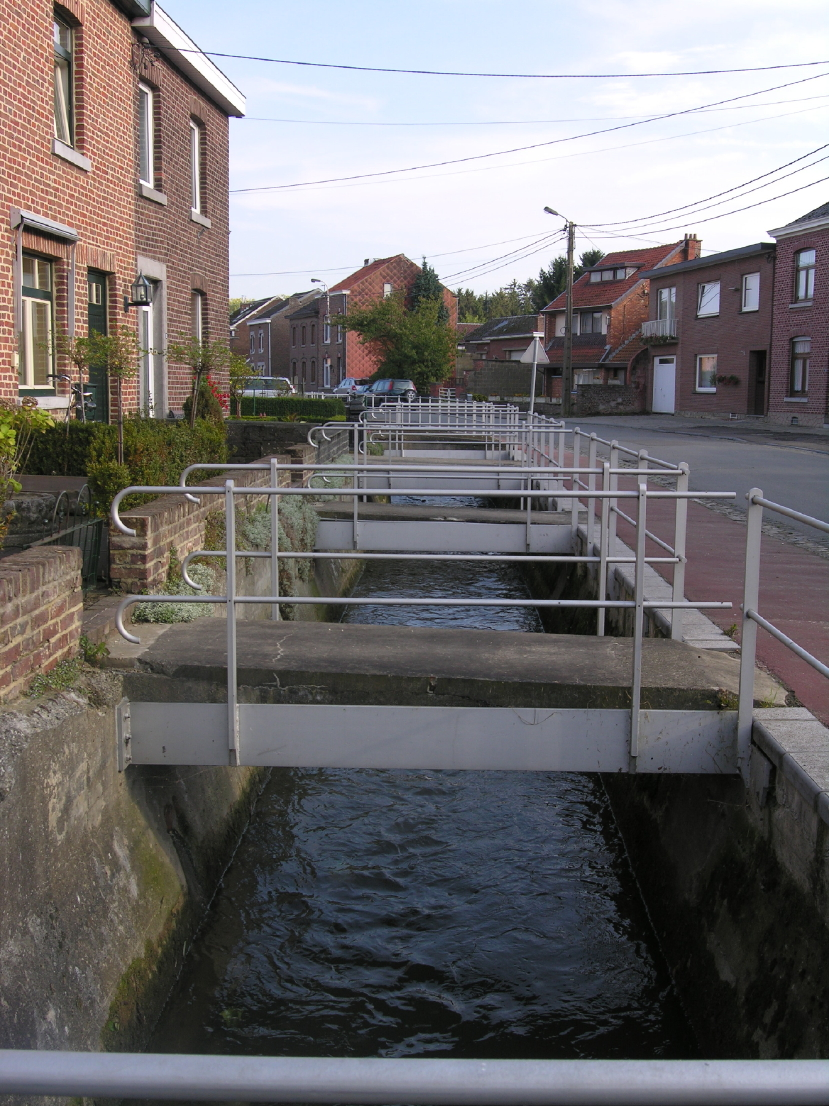
Ponts al riu a 's-Gravenvoeren
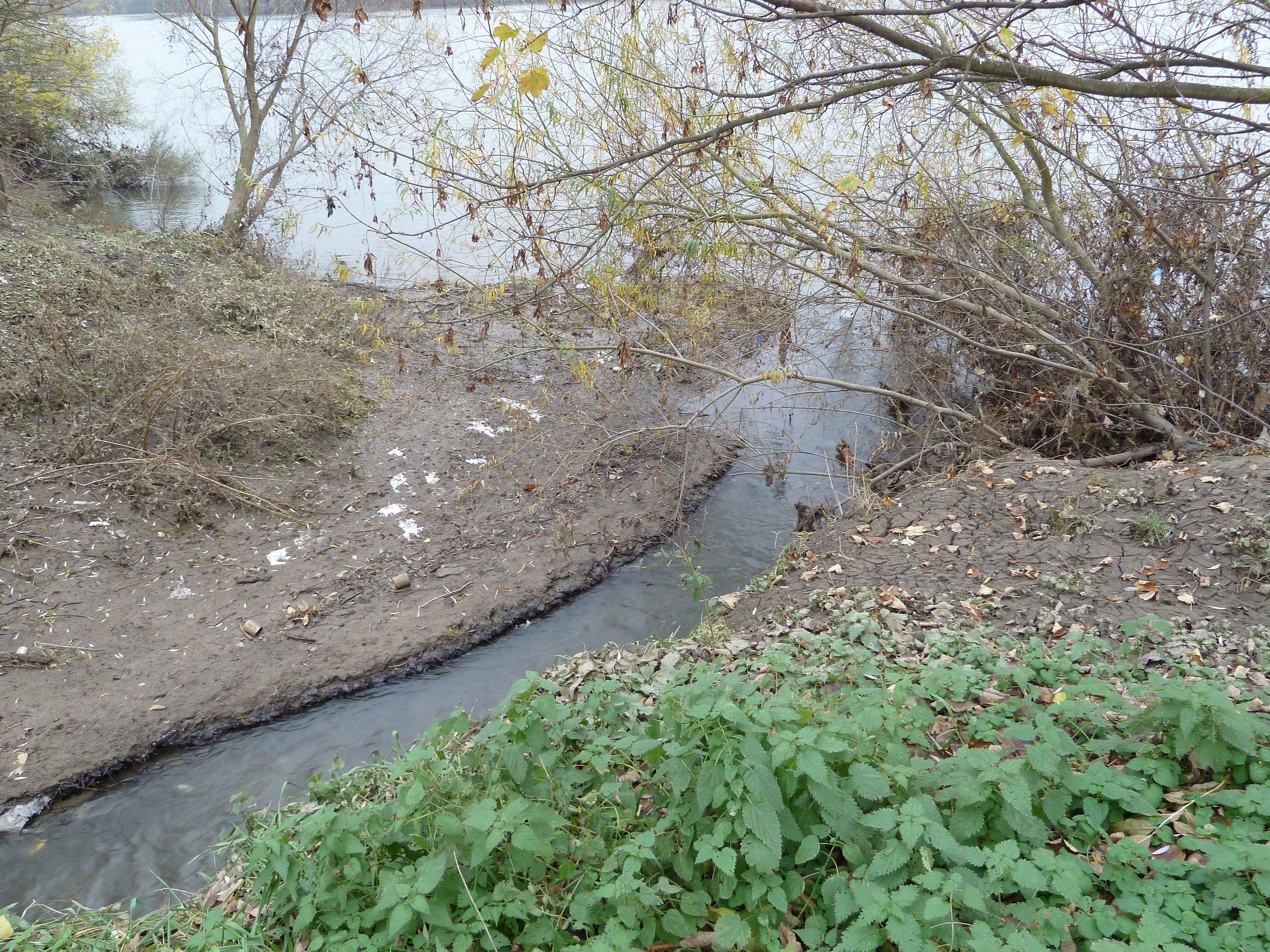
La desembocadura al Mosa a Eijsden

- Hi ha un afluent del Dijle que es diu Voer també.

| \| \| Afluents del Mosa en orde davall->damunt \| |                                          |
| Dieze - Niers - Swalm - Roer - Geleenbeek- Geul - Jeker - Voer - Berwijn - Julienne - Llègia - Ourthe - Hoyoux - Mehaigne - Samson -Sambre - Bocq - Burnot - Molignée - Lesse - Viroin - Semois - Bar - Kuer (Chiers) |                                          |
| Vegeu també : • Mosa • França • Bèlgica • Països Baixos |                                          |
| | Afluents del Mosa en orde davall->damunt |